# Banu Juhayna
I Banū Juhayna (in arabo ﺑﻧﻮ ﺟﻬﻴﻨـة‎?) erano una delle tante sottotribù arabe che afferivano alla tribù dei B. Quḍāʿa, insediata nelle regioni site tra la Siria e La Mecca (Ḥijāz).

## Geografia
Tra i centri abitati vale la pena ricordare almeno Yanbuʿ, mentre tra le montagne di Raḍwā, relativamente prossime a Mecca, esse sono ricordate perché fra esse, secondo il movimento della Kuraybiyya, sarebbe rimasto a vivereo fino al Giorno del Giudizio (in cui si sarebbe manifestato come Mahdi) il figlio di ʿAlī, Muhammad ibn al-Hanafiyya. 

Si ricorderà infine anche il Wadi al-ʿĪṣ, presso il quale si recò inutilmente con un gruppo di musulmani, lo zio di Maometto, Ḥamza b. ʿAbd al-Muṭṭalib, nell'anno 1 dell'Egira, equivalente al 623, poco prima della battaglia di Badr.

## Cultura e spiritualità dei Juhayna
I Juhayna avevano fama di essere bravi poeti, tanto che si ricordano loro componimenti, tramandati come Ayyām Juhayna (I giorni [gloriosi] dei Juhayna), così come si ricorda il tentativo di un loro membro, ʿAbd al-Dār b. Ḥudayb, di edificare a Qawdam un manufatto che potesse fare concorrenza alla Kaʿba di Mecca, in grado fin dall'epoca della jāhiliyya di attirare numerosi pellegrini e di dar vita a una fiera-mercato in cui si concludevano lucrosi affari.

## Rapporti con Yathrib
Le relazioni con Yathrib furono sostanzialmente buone, tant'è vero che, in occasione della battaglia di Buʿāth del 617, i Juhayna spalleggiarono la tribù araba dei Banu Khazraj, mentre a Badr furono dalla parte dei Banu Aws.

Raggiunsero un accordo con Maometto, una volta che questi s'insediò coi suoi seguaci musulmani a Medina, che consentiva loro di non abbracciare quella religione islamica alla quale però più tardi si convertirono, diventando forse addirittura il primo gruppo tribale a combattere accanto ai musulmani per l'affermazione della loro causa.
Nella conquista di Mecca del 630 furono presenti con 800 guerrieri e 50 cavalieri, anche se Ṭabarī fornisce cifre più generose ancora, parlando di 1.400 uomini.
La tribù (una parte della quale era emigrata a Medina) restò fedele all'Islam anche durante la Ridda e parteciparono più tardi, all'epoca del secondo Califfo ʿUmar, alla conquista dell'Egitto, restandovi a risiedere.